# Carcinomastax portentosa
Carcinomastax portentosa är en insektsart som beskrevs av Rehn, J.A.G. och J.W.H. Rehn 1945. Carcinomastax portentosa ingår i släktet Carcinomastax och familjen Euschmidtiidae. Inga underarter finns listade i Catalogue of Life.